# Rechtserhaltende Benutzung
Rechtserhaltende Benutzung ist ein Begriff aus dem Markenrecht. Nach Ablauf einer 5-jährigen Benutzungsschonfrist ist es notwendig, eine Marke im geschäftlichen Verkehr zu nutzen, damit die Rechte daran erhalten bleiben.
Eine Marke wird rechtserhaltend benutzt, wenn sie für die Kennzeichnung oder Bewerbung der Waren oder Dienstleistungen, für die sie eingetragen wurde, in ernsthaftem Umfang  eingesetzt wird.
Die rechtserhaltende Benutzung einer Marke ist Voraussetzung dafür, dass die Marke sich als älteres Recht in einem Widerspruchs- oder Löschungsverfahren oder bei Verletzung einer Marke gegen die Nichtbenutzungseinrede behaupten kann. In einem Widerspruchsverfahren ist nach § 43 Abs. 1 S. 2 MarkenG jedoch auch die Benutzung der älteren Marke  im Zeitpunkt der Entscheidung über den Widerspruch innerhalb der letzten fünf Jahre glaubhaft zu machen, wenn die ursprüngliche Schonfrist bereits abgelaufen ist. Mithin ist im Widerspruchsverfahren jeweils auf den korrekten Benutzungszeitraum der älteren Marke abzustellen.
Eine nichtbenutzte Marke kann wegen Verfalls gelöscht werden (§ 49 MarkenG).
Ob eine Marke nach § 26 MarkenG rechtserhaltend benutzt wurde, ist eine Rechtsfrage. So hat das Landgericht Düsseldorf entschieden, dass die Marke „Testarossa“ des Herstellers Ferrari zu löschen ist.